# Clube Náutico Marcílio Dias
Clube Náutico Marcílio Dias – brazylijski klub piłkarski z siedzibą w mieście Itajaí leżącym w stanie Santa Catarina.

## Osiągnięcia
- Mistrz stanu Santa Catarina: 1963
- Recopa Sul-Brasileira: 2007
- Copa Santa Catarina: 2007, 2022, 2023

## Historia
Marcílio Dias założony został 19 marca 1919 roku. Założycielami klubu byli Alírio Gandra, Victor Miranda oraz Gabriel João Collares, którzy mieli nadzieję rozwinąć w ten sposób wioślarstwo w mieście Itajaí. Nazwę klubu zaproponował jego pierwszy prezes - Ignácio Mascarenhas.
W 1963 klub zdobył swój pierwszy i jak na razie ostatni tytuł mistrz stanu Santa Catarina. W 1988 Marcílio Dias wziął udział w rozgrywkach III ligi brazylijskiej (Campeonato Brasileiro Série C), gdzie dotarł do trzeciego etapu. W następnym sezonie wystąpił w II lidze brazylijskiej (Campeonato Brasileiro Série B), gdzie odpadł już w pierwszym etapie.
W 1995 Marcílio Dias ponownie wziął udział w rozgrywkach III ligi brazylijskiej, a ponadto po raz pierwszy wystąpił w turnieju międzynarodowym, Torneio Mercosul, gdzie dotarł do półfinału. W 1999 wygrał drugą ligę stanową pokonując w finale klub Itajaí i powrócił do pierwszej ligi.
Klub w 2000 roku wziął udział w żółtym module Copa João Havelange, jednak odpadł już w pierwszym etapie. W latach 2001, 2003, 2005 i 2006 Marcílio Dias uczestniczył w rozgrywkach III ligi brazylijskiej, jednak za każdym razem kończył rywalizację na pierwszym etapie.
W 2007 roku Marcílio Dias wygrał puchar stanu Copa Santa Catarina, co dało mu prawo do kolejnego występu w III lidze brazylijskiej (Campeonato Brasileiro Série C). W tym samym roku klub wygrał Recopa Sul-Brasileira, pokonując w finale 8 grudnia 2007 4:1 klub Caxias. W rozgrywkach tych piłkarz klubu Marcílio Dias Luiz Ricardo zdobył 5 bramek i został królem strzelców.